# 慕輿長卿
慕輿 長卿（ぼよ ちょうけい、生没年不詳）は、五胡十六国時代の前燕の人物。

## 生涯
前燕に仕え、将軍に任じられていた。
元璽5年（356年）2月、軹関から7千の兵を率いて、前秦の幽州刺史強哲が守る裴氏堡を攻めた。前秦は建節将軍鄧羌を救援に向かわせた。裴氏堡の南で戦い、2千7百の兵を失い、慕輿長卿は捕らえられた。
これ以後の事績は、史書に記されていない。